# Marina Guerola
Marina Guerola es una actriz nacida en Játiva (Valencia) en 1997.

## Trayectoria
Marina comenzó desde muy pequeña en el mundo artístico tocando el saxofón, en 2016 termina  los estudios en el Conservatorio Profesional de Orihuela. En 2020 se gradúa en la Escuela Superior de Arte Dramático de Murcia. 
En 2024 estrena en el marco del Festival de cine de San Sebastián  en la sección oficial la película  Los destellos. Por su personaje de Madalen recibió muy buenas críticas de la prensa especializada y fue nominada al Goya a  mejor actriz revelación. Por este mismo papel recibió la nominación de mejor actriz de reparto en los Premios Feroz.

## Premios y nominaciones
| Año  | Categoría         | Película      | Resultado |
| ---- | ----------------- | ------------- | --------- |
| 2024 | Actriz revelación | Los destellos | Nominada  |